# ブルース・メッツガー

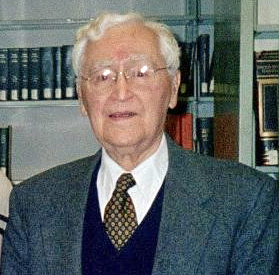
2003年頃のブルース・メッツガー

ブルース・マンニング・メッツガー（Bruce Manning Metzger, 1914年2月9日 - 2007年2月13日）はアメリカ合衆国の聖書学者。プリンストン神学校で教授を務め、またアメリカ聖書協会の委員として聖書編集に携わった。ギリシア語・新約聖書・旧約聖書の主題で多数の著作がある。

## 経歴
ペンシルベニア州ドーフィン郡ミッドタウン生まれ。1935年メッツガーはレバノン・バリー大学で学士を取得し、1938年にプリンストン神学校で神学士を取得。プリンストンに新約ギリシア語の講師として滞在、それから何年か連合長老派教会の聖職に任命されて仕える。1940年にプリンストン大学より修士号を取得、新約聖書の専任講師になる。2年後プリンストンより神学博士号を取得する。
1944年に神学校の第3代学長の娘イザベル・エリザベス・マッケイと結婚する。同年に助教授に昇進した。1948年に準教授、1954年に常任教授に就任した。1964年にメッツガーは新約原語と文学のジョージ・Ｌ・カラード教授に指名された。1971年彼は新約聖書研究と聖書文学国際協会の会長に選ばれた。数年間、北アメリカ教父大学の学長になった。1974年にケンブリッジ大学のクレア・ホールとオックスフォード大学のウルフソン・カレッジの客員教授になる。70歳で名誉教授として引退する。1994年に英国学会より聖書研究の賞を受賞する。レバノン・バリー大学、ファインドリー大学、セント・アンドルーズ大学、ヴェストファーレン・ヴィルヘルム大学とポチェフスト大学より名誉博士号を受ける。
93歳の誕生日の直後に死去。

## 著書
- 『新約聖書の本文研究』日本基督教団出版局、1999年